# 篠原ともえ
篠原 ともえ （しのはら ともえ、1979年〈昭和54年〉3月29日 - ）は、日本の歌手、女優、ファッションデザイナー、アーティスト。AB型。
1990年代後半に歌手デビューし、自らデザインした原色を基本としたオリジナリティあふれるファッションで社会現象を巻き起こした。2020年、夫であるアートディレクターの池澤樹とクリエイティブスタジオ、株式会社「STUDEO」（ストゥディオ）を設立。

## 略歴

### 生い立ち
10歳の頃からデザインに興味を持ち、人形の服や小物を自作するようになる。幼少時は大人しい性格だったが、小学4年の時にバレエを始めたのを機に明るい性格に変わる。
中学1年の時に軽音楽部でバンドを始め（ギター兼ボーカル担当）、中学3年の夏休みにソニー歌手オーディションに合格し、新人開発部に所属。デビューに向けてボイストレーニングのレッスンを受ける。
1994年4月、絵を描くことが好きという思いから、東京都立八王子工業高等学校（現・東京都立八王子桑志高等学校）応用デザイン科に進学し創作活動を始める。部活動では天文部に所属していた。

### 歌手デビュー
1995年春、ソニーのラジカセ「Dr.CHANGER」のCMの企画を持ってきたディレクターに見出され、石野卓球プロデュースにより同年7月1日に「篠原ともえ＋石野卓球」名義のシングル「チャイム」でデビュー。
1996年、レギュラー出演のフジテレビ『LOVE LOVE あいしてる』ゲストの楽屋襲撃コーナー「篠原ともえのプリプリプリティ!!」人懐こいキャラクターで人気を得ると、数々のバラエティ番組に出演。
『LOVE LOVE あいしてる』で共演した吉田拓郎から、自身でスタイリングを手掛けていたシノラーファッションを見て「お前デザイナーになれ」とファッションデザイナーへの夢を後押しされた。
1997年1月に放送された織田裕二主演のテレビドラマ『踊る大捜査線』の第6話に、1日署長の本人役としてゲスト出演した。
1997年3月1日石野卓球プロデュースによる最後のシングル「ウルトラリラックス」を発表。
同年、高校を卒業し、推薦入試で戸板女子短期大学被服科に進学するが、ファッションのより専門的な裁縫技術を学ぶため翌年に文化女子大学短期大学部服装学科を一般受験で編入し直した。
同年4-6月、ドラマ『FiVE』で連続ドラマ初出演。同年8月には映画『デボラがライバル』で銀幕デビュー。
1998年、初のバラードシングル「ココロノウサギ」を発表。エステティックサロン・たかの友梨のTVCMとして本人も出演している。前年からCMで共演していたユースケ・サンタマリアとのユニット「カロゴンズ」として2枚のシングルを発表。同年8月発表のアルバム『MEGAPHONE SPEAKS』からはセルフ・プロデュースのもと、作曲・編曲を始める。
1999年、20歳の誕生日記念の日本武道館ライブでは一階アリーナ席をステージにし、全衣装のデザインを手掛け「篠原ともえお誕生日会 IN しのドーム」と題し無料ライブを行った。

### 2000年代
2000年1月、ファッションショー「しのコレ〜21世紀に作る21歳の篠原ともえがデザインする21体の服〜」を在学中の大学にて開催。同年10月に作詞・作曲・衣装デザインを手掛けたミュージカル『天使からの招待状』で初舞台。
2001年3月、文化女子大学短期大学部・服装学科を卒業。同年ミュージカル「ありがとうサボテン先生」では出演・自身初のコスチュームデザイナーとして参加した。以後、表現の場を舞台・ミュージカルへと転身させてゆく。2002年、初めてのストレートプレイ舞台・第九回竹中直人の会『月光のつゝしみ』に出演。
2004年から2008年までキッズステーションの教育番組『モンすたージオ』で歌のお姉さんとして出演の他、本人のコスチューム製作を担当し本人作詞・作曲による楽曲提供も行う。
2005年、アニメ『こどものおもちゃ』がフランスのテレビ局でも放送され、篠原が歌っていた後期OP曲「ウルトラリラックス」にも注目が集まり、クラブで頻繁にプレイされるなどヨーロッパで注目を集める。そのため、篠原は2005年11月、2006年3月・6月に渡仏、パリでライブを行なっている。
2004年、2006年アストリッド・リンドグレーンの童話『長くつ下のピッピ』原作のミュージカル『ピッピ』の主演を務め、ミュージカル『ブラッドブラザーズ』（リンダ役）、音楽劇『ファウスト』（マルガレーテ役）、白井晃演出『三文オペラ』（ポリー役）など、様々な作品のヒロインとして抜擢された。
2008年には イッセー尾形の舞台『びーめん生活』に出演。同年蜷川幸雄演出『表裏源内蛙合戦』では妖艶な花魁を演じた。
2009年、布一面に描いたイラストをその場でカットして即興の服を作るイベントを主催。また同年からはNHK教育の幼児番組『みいつけた!』においてレグ役を務め、2010年からは『みいつけた！さん』にも出演、『レグ・レグ・アイドル』や『フルーツバスケット』を歌っている。

### 2010年代
2010年、「篠原ともえデビュー15周年記念ライブ ULTRA RELAX DAY 2010」をリキッドルームにて開催。東京都青ヶ島にて無料ライブと本人による解説の星空観望会も開催。この縁で東京都青ヶ島村の公式サイトには本人による星空解説がリンクされている。同年、学生時代に多忙のため取得できなかった色彩検定・カラーコーディネーター検定などを受け合格。
2011年、NYジャパンソサイティ主催の特設ステージにてバンドヒカシューと共にニューヨークでのライブに出演。この年、自身初のロックフェス『ライジング・サン・ロックフェスティバル』に出演し、同夏、デビュー時まで在住した東京都青梅市でのライブを開催し、衣裳製作・総合演出も手がけた。
2012年、10代の頃から製作・録音していた楽曲を、作詞、作曲、プログラミング、アートワーク、イラストデザイン、衣裳製作を手がけ完全プロデュースアルバムとして2作リリース。CD発売記念ライブではアンプラグド編成による芝居仕立てのライブを行なう。また同年からはエフエム東京で『東京まちかど天文台』のメインパーソナリティーを務めている。
2013年、松任谷正隆のラジオ出演をきっかけに松任谷由実のコンサート『POP CLASSICO』の衣装デザイナーに抜擢。全6着の衣装と共に全メンバーのスタイリング等も手がけた。
2014年1月に、天文の普及活動による「宙（そら）ガール」の活動が認められ、「小惑星Shinohara」（14555）が国際天文学連合で学術名として正式登録された。同年には、内閣官房知的財産戦略推進事務局 の「CJムーブメント推進会議〜クールジャパンをデザインする〜」の第二期メンバーに選定された。
2015年、デビュー20周年を記念し、『篠原ともえ＆シノラー展』と題しこれまでデザインしたライブ衣装やグッズ150点以上を展示した個展を開催。
同年、宮城県で公演された嵐コンサート「ARASHI BLAST in Miyagi」から衣装デザインチームに参加。
2016年3月13日、初代の青梅市親善大使に任命され 公式キャラクター「ゆめうめちゃん」をデザイン。
2017年には鳥取県の観光PR「星取県」のプロジェクトのシンボルマークをデザイン。「星取県スター大使」にも就任した。同年、東京都水道局ペットボトル『東京水』では新デザインのアドバイザーとして参加。
2018年、アッシュペーフランス主催のファッションとデザインの合同展示会「rooms EXPERIENCE 37」にて、幼少期から描いた約150枚のデッサンを初公開した。翌年、空間のアートディレクターを担当した池澤樹と結婚。
2019年、母校のオープンカレッジに再び通う。

### 2020年代
2020年、アートディレクターの池澤樹とクリエイティブスタジオ株式会社「STUDEO」を設立。
2021年、日本タンナーズ協会からオファーを受けデザイン・ディレクションした革アクセサリーが国際的な広告賞ニューヨークADC賞「The ADC Annual Awards」にて、ファッションカテゴリーにおけるトラディショナル・アクセサリー、イノベーションの2部門でメリット賞を受賞。
2022年、大阪市新今宮駅前にオープンするホテル「OMO7大阪 by 星野リゾート」のスタッフ用ユニホームのデザインおよび製作監修を手掛ける。同年、デザインを手掛けた革の着物の作品“ザ レザー スクラップ キモノ（THE LEATHER SCRAP KIMONO）”が第101回ニューヨークADC賞でシルバーキューブとブロンズキューブの2冠を達成。
2024年、イギリス・ロンドンにあるサマセット・ハウスのエンバンクメント・ギャラリーにて開催された「CUTE」展にて、90年代に本人がデザイン・着用していたシノラーファッションの衣装やアクセサリーが、ポップカルチャーを紹介する一角に展観された。

## 人物

### シノラーファッション
1996年夏から1999年頃にかけて、個性的な篠原のファッションを模倣するティーンエイジャーの女性が数多く現れ、一種のファッションリーダーと化した。「シノラー」と呼ばれるファンを多く抱え、子供や女の子だけにとどまらず男女・年齢問わず男シノラーや親父シノラーが登場するなど社会現象となる。この流行に疎く、これを正確に捉えることができなかったメディアの誤用により、シノラーという言葉が篠原自身の愛称として使用されるようになった。篠原本人のポーズや「クルクル！」「プリプリ！」等、ファッション以外にも言動もシノラー要素となる。シノラーファッション初期は篠原自身が衣裳やアクセサリーを制作し、後期は篠原がデザイン画を描き制作をオーダーしオリジナル性のある衣裳を提案していた。

### シノラースタイル
自ら考案したシノラーファッションの構成要素は、お団子頭とぱっつん前髪、原色の服（初期はSUPER LOVERS）、ハーフパンツにサスペンダー、くしゃくしゃ靴下にごつごつとした靴（初期はドクターマーチン）、顔に星などのシールを貼り、なわとびで作った腕輪と手芸店で売っているパーツを組み合わせたアクセサリー、縁日の露店で売っている腕パッチン（篠原曰く「ミラクル・パッチン」）と腕時計を二つ、動物キャラクターなどのポシェットをつけ、髪にはモールや、ウサギ帽子などを被り、羽を付けたランドセルなど。原色を多用しランダムに身に付ける。メイクは黒髪、ナチュラルな太眉であるのも特徴。その後パンクスタイルのパンクシノラーや子供服をアレンジしたチャイルドシノラー等、様々なアレンジもされている。

### シノラーグッズ
シノラーグッズは篠原本人がデザインをしたもので「シノラー人形」やビニール素材のダッコちゃん人形風の「しのタコ」といった商品もライブ会場で発売された。「シノラー人形」は初期のシノラーバージョンと、後期のうさぎシノラーバージョンの二種類があり、フジテレビ『HEY!HEY!HEY!』の出演の際には松本人志にプレゼントしたシノラー人形を投げられている。「しのタコ」は類似コピーされたものが縁日等でも売られ天才バカボンとシノラーを組み合わせた「シノラボン」等のグッズも当時、販売されていた。

### シノラーものまね
フジテレビ『笑っていいとも!』のコーナーテレフォンショッキング出演時には「全国シノラー選手権」が開催され、全国からシノラーファッションの若者から大人が集まり、グランプリの男シノラーには篠原本人から腕輪を授与された。
フジテレビクイズ番組『カルトQ』ではシノラーが題材となり、全国から参加した若者がシノラーの知識を競い合った。お笑い芸人がしばしばネタにすることもあり、1996年12月24日放送回の『第19回笑っていいとも!クリスマスイブ特大号』ではナインティナインの矢部浩之がものまねを披露。2000年10月3日放送回フジテレビ『ものまね王座決定戦』ではダチョウ倶楽部がものまねしており、2011年11月24日放送の『アメトーーク』「泥の97年デビュー組芸人」の回ではレイザーラモンRGが番組エンディングシーンにシノラーファッションで登場し、2012年2月23日放送『ゴッドタン』「第9回芸人マジ歌選手権SP」では森三中の大島美幸・黒沢かずこが「サーブスブランド」としてオリジナル曲「ふるふるフルパワー」をシノラーファッションで披露している。2013年、日本テレビ系『徳井と後藤と麗しのSHELLYが今夜くらべてみました』で篠原本人のスタイリングで出演者のSHELLYが「シェリラー」として完璧なシノラーファッションを再現した。芸能界での元シノラーは、森三中の大島美幸や女王蜂のアヴちゃん(ボーカル)・や倉木麻衣・森泉等が公言している。

### 多様な趣味嗜好
- 中学3年の時に放送委員会でナレーション、出演、脚本を手がけた学校紹介ビデオを作り、中学生ビデオコンクールコンテストで1位に表彰されている。
- 高校3年の時に地域産業組合ポスターデザインのコンテストで全国1位で表彰されている。
- 高校生時代から根っからの Macユーザーであり、2012年までに6台のMacを所持していた。
- 服飾の学校を卒業し複数の資格も保有していることから（前述）、服飾に関する専門的な知識を有している。このため、近年の番組やライブ出演用の衣裳やアクセサリー等は、自らデザイン・生地の調達・縫製を手がけており、2013年までに製作した自分用の衣裳・アクセサリーは60点以上におよび公式サイトで衣装制作行程などを公開している[17]。
- 自身のライブで、ポータブル・シンセサイザー OP-1やMC-303、ループマシンを使用したパフォーマンスを行い、他のアーティストなどから注目を浴びた[18]。
- 母方の曾祖母は伊豆諸島青ヶ島の最高巫女といわれた廣江のぶゑ[19]。2010年12月5日には本人の念願であった青ヶ島での無料凱旋ライブを行い、青ヶ島当時人口約177人のうち150人を会場に集め無料ライブを開催、翌日には子供達に星座を説明する星空観望会を主催した。この模様は天文ガイド2011年3月号で紹介された[20]。青ヶ島の公式サイトには本人による星空解説がリンクされている[21]。また、2013年5月には青ヶ島を取り上げたドキュメンタリー番組・NNNドキュメント'13「おもうわよう 東京の孤島に魂が帰る」（日本テレビ、2013年5月20日（5月19日深夜））でナレーションを務め、離島での人々の暮らしを紹介するとともに、祖母とともに先祖の墓参りを行う様子などで一部自らも出演した。
- 星を見るのが大好きで[20]、高校時代は天文部に所属していた[20]。誠文堂新光社発行の天文雑誌『天文ガイド』2008年2月号の不定期連載記事「星空FAN!」に登場したのがきっかけでプライベートでは日食・月食・流星等の観測をするようになった[20]。天文ガイド2011年3月号・4月号では篠原自身が登場した特集記事「篠原ともえさんと星降る夢の楽園・青ヶ島へ」が掲載された[20]。
- 2014年1月に国際天文学連合により小惑星番号14555が「14555 Shinohara」[22] と命名された。これは篠原の宙仲間が、「宙（そら）ガール」の証として、篠原の苗字を命名するよう日本のアマチュア小惑星探査チームに申請し、それを国際天文学連合が承諾したことによるものである[23]。
- 演技力も高く、『ゴジラ・モスラ・キングギドラ 大怪獣総攻撃』（2001年）の監督を務めた金子修介はゴジラへの恐怖で笑ってしまう篠原の演技をスタッフが感心していたと述べている[24]。

### 芸能人との交流
- 『LOVE LOVE あいしてる』のレギュラー企画である楽屋訪問コーナー「篠原ともえのプリプリプリティ!!!」では、女性ゲストからは受け入れられたものの男性グループなどからは大抵の場合メチャクチャにされた。その特別版である「篠原ともえのプリプリプリティ!!! International」で、海外ミュージシャンとの交流が多数あり、その一部は単体の企画以上の成果を上げた。以下は一例。
  - フリオ・イグレシアス - 1997年に突撃。それがきっかけになり、彼の1999年のベストアルバム『マイ・ライフ』で「ジェガステ・ア・ミ・ヴィダ 晴れた空そんな日に」をデュエットすることになった。日本盤のみの収録。
  - エアロスミス - 1998年に突撃し、一瞬ではあるがその際の映像が、彼らの1998年のシングル「FULL CIRCLE」のプロモーションビデオに使われている。一方、篠原は同企画直後に、スティーブン・タイラーとの出会いと別れをテーマにした「ハロー・スティーブン」（作詞：篠原ともえ/作曲：篠原ともえ、長谷川智樹）という楽曲を製作、スティーブン・タイラーからもらったブルースハープを全面にフィーチャーしている。
  - ショーン・レノン - 1998年9月17日にインタビューし意気投合。そのまま出演依頼を受けショーンのライブに飛び入り参加して驚かれている。以後、篠原本人のアルバム作品にもコーラスで参加している。ダコタ・ハウスにも招かれたことがあり、その際には有名なジョン・レノンの白いピアノを弾かせてもらったという[25]。
- 深田恭子、一青窈、坂本美雨、ユースケ・サンタマリア等と親交が深い。深田とは10代の頃からの親友であり、温泉旅行などプライベートでのエピソードも披露している。また、『LOVE LOVE あいしてる』で共演した吉田拓郎、ともえちゃんまつりで共演した坂崎幸之助、松任谷正隆とも親交がある。
  - 特に吉田拓郎からは、最初17歳で出会った当初は「最も僕が苦手とする嫌なタイプ」と言われ、篠原と共演したくないあまり「降りる」とプロデューサーに何度も辞表を出したという。だが次第にKinKi Kidsと共に「彼らから教えられているな」など吉田の心境に変化が現れ、「彼らから勉強しよう」という積極的な気持ちになって、後に「僕の50歳からの先生はこの3人」と吉田から言われるほどになっていった。そして2001年に『LOVE LOVE - 』が終了する際に企画された食事会の席で篠原の相談に対し、吉田からファッションの才能を見抜かれて「デザイナーになった方がいい」と言われたことが、その後にファッションデザイナーの道へ進む大きなきっかけとなった。2022年6月29日発売の吉田のアルバム『ah-面白かった』のLP盤の衣装デザインにも携わっている[26][27]。
- 電気グルーヴの石野卓球やピエール瀧ともデビュー当時から親交が続いており、2010年の篠原ともえデビュー15周年記念ライブには電気メンバーが出演[28]、同年に発売された『スーパーモデル15thアニバーサリーedition』の付属DVDでは、卓球が篠原と共に過去の秘蔵映像に合わせてオーディオコメンタリーを行っている。また、毎年元日にLIQUIDROOMで、電気メンバーと篠原で餅つき大会を行っている。篠原が「ダイちゃん」と呼ぶ浅倉大介は天文仲間であり、一緒に望遠鏡で天体観測を行うこともある。

## 受賞歴
- 1996年 第34回 ゴールデン・アロー賞 新人賞 （芸能）
- 2000年 第17回 ベストジーニスト 協議会選出部門
- 2015年 COTTON USA AWARD 2015[29]
- 2016年 第20回 全国きものデザインコンクール 京都府知事賞[30]
- 2021年 第100回 ニューヨークADC賞 トラディショナル・アクセサリー・イノベーション メリット賞
- 2022年 第101回 ニューヨークADC賞 ブランド・コミュニケーション部門　シルバーキューブ（銀賞）ファッションデザイン部門　ブロンズキューブ（銅賞）

## 音楽
初プロデュースはアルバム『MEGAPHONE SPEAKS』。製作時、1997年9月に初めて機材（TASCAM・PORTASTUDIO 414）を購入し、作曲を始めている、その後、1999年秋までに鈴木楽器製作所・OMNICHORD、YAMAHA・MD8、ローランド・MC-303などを購入。作曲の際は、鼻歌をサンプリングして少しずつ加工し、その音源をプロの編曲家、あるいはコラボレーションするミュージシャンに渡して補作曲・編曲してもらうというスタイルを取っている。

### ディスコグラフィ

#### シングル
| リリース日     | タイトル               | 2曲目以降（カラオケ除く）                       | 備考                                                    |
| -------------- | ---------------------- | ----------------------------------------------- | ------------------------------------------------------- |
| 1995年7月1日   | チャイム               | アルファベットでB.A.S.S                         | 「石野卓球+篠原ともえ」名義                             |
| 1996年3月21日  | やる気センセーション   | 忘れちゃうモン                                  |                                                         |
| 1996年8月1日   | クルクルミラクル       | 篠原ともえのクレクレタコラ                      | クルクルミラクルのPVに丹古母鬼馬二が出演。              |
| 1997年3月1日   | ウルトラリラックス     | レインボーララルー （ノキノキウルトラミックス） | テレビアニメ『こどものおもちゃ』主題歌                  |
| 1997年8月1日   | まるもうけ             | -                                               | 「しのランドPUNK」名義 バンドスタイル。                 |
| 1997年12月8日  | ココロノウサギ         | -                                               | 『たかの友梨ビューティクリニック』CMソング              |
| 1998年1月21日  | カロゴンズのテーマ     | -                                               | 「カロゴンズ」名義 ユースケ・サンタマリアとのユニット。 |
| 1998年5月21日  | カロゴンズのラブソング | -                                               | 「カロゴンズ」名義 ユースケ・サンタマリアとのユニット。 |
| 1999年2月24日  | 君んち                 | すてきな日曜日 THE BEST OF MINE                 | レコード会社移籍1弾                                     |
| 1999年10月14日 | HAPPY POINT            | Story Book Women in Life（autumn'99 mix）       | 初のマキシシングル                                      |
| 2000年5月24日  | an Audio               | Loop people an Audio（RRRRRainbow mix）         |                                                         |
| 2000年8月9日   | I wanna say to...      | fare well I wanna sey to...（e-mix）            | 「tomoe」名義                                           |
| 2001年1月24日  | キャラだもん           | Sailing Dream                                   | 「篠龍」名義 宇崎竜童とのユニット。                     |
| 2004年1月28日  | 明日に続く空           | 思い出の花束                                    | 「ZuTTO」名義 松本英子とのユニット。                    |
| 2004年7月7日   | 月灯り                 | Chu♡In COME GIFT（ライヴ）                      | 「MOLMOTT+s」名義。 パンクバンド「MOLMOTT」とのコラボ。 |
| 2005年10月19日 | ★遊FEVER★              | おやつ Stereo Phonics                           | デビュー10周年記念シングル                              |
| 2011年3月29日  | 桜の咲くまで           | -                                               | DIY HEARTSによる配信曲                                  |
| 2011年8月14日  | 桜の咲くまで           | -                                               | "青梅凱旋ライヴ"にて会場限定販売。                      |

#### アルバム
|       | リリース日     | タイトル                                | 備考                                                                                             |
| ----- | -------------- | --------------------------------------- | ------------------------------------------------------------------------------------------------ |
| 1st   | 1996年10月2日  | スーパーモデル                          |                                                                                                  |
| 2nd   | 1998年8月5日   | MEGAPHONE SPEAKS                        |                                                                                                  |
| 3rd   | 1999年3月25日  | DREAM & MACHINE                         | 20歳記念のメモリアル・プチ・アルバム                                                             |
| Remix | 1999年11月25日 | DEEP SOUND CHANNEL                      | 初のリミックスCD                                                                                 |
| 台湾  | 2001年2月      | VIRGIN DRINKS REMIX                     | 台湾限定販売。                                                                                   |
| 企画  | 2010年6月30日  | スーパーモデル 15th Anniversary Edition | 1stのリイシュー版。当時アルバム未収録だった楽曲も収録されている。DVD付 期間限定生産盤。          |
| 4th   | 2012年7月4日   | -:*Better*:-                            | 全ての作詞・作曲・編曲・プログラミング、アートワークを手がけたセルフプロデュースによるアルバム。 |
| 5th   | 2012年7月4日   | -:*Oh Yes Say Lala*:-                   | 全ての作詞・作曲・編曲・プログラミング、アートワークを手がけたセルフプロデュースによるアルバム。 |

#### アナログ
- BLUE （1998年10月7日）

### ユニット

#### しのランドPUNK （1997年）
学生援護会 『an』のCMのために結成したバンド。1997年10月から11月にかけて学園祭ツアーを行なう。

#### カロゴンズ （1997-1998年）
所属事務所の先輩（当時）ユースケ・サンタマリア （ビンゴボンゴ時代から仲がよかった）とのユニット。トヨタ自動車「カローラツーリングワゴン」のCMで、ノベルティ・ソング気味のCMオリジナルソングを歌ったところ、視聴者からの問い合わせが徐々に増えてCD発売の運びになった。プロモーションで数々の音楽番組に多数出演し、ユースケがバラエティ番組に進出するきっかけを作った。CM期間終了に伴いユニット解消。

#### しのコーン （1997年-1998年）
フジテレビ系 『LOVE LOVE あいしてる』で手島いさむと共演したのをきっかけに結成したライブバンド。当初は手島とのユニット「しのてっしー」だったが、すぐにEBI （ベース）が加入。EBI、手島の元所属バンドユニコーンのコーンをとり、「しのコーン」という名前になった。1997年12月から1998年2月にかけてライブハウスツアー 『しのコーン』を行なったのちに解散。
オリジナル曲はないが、ユニコーンの曲を多数カバーしている。手島はその後、篠原のバックバンド「TEAM DREAM & MACHINE」のバンドマスターを務めた。

#### ビートルーズ （1998年）
フジテレビ系 『LOVE LOVE あいしてる』内の企画「GO! GO! BAND KIDS」で結成したバンド。メンバーは、堂本剛（ギター）、堂本光一（ギター→ドラム）、篠原ともえ（ベース）、吉田拓郎（ドラム）。結成まもなく吉田拓郎が多忙を理由に脱退し、堂本光一が急遽ギターからドラムにコンバート。その際に「ドラムのビートがルーズ」というところからバンド名が決まった。なお、篠原はポール・マッカートニーのオマージュで、レフティベースを使用している。歌唱初披露の際には、揃いのスーツスタイルを基調とした衣装デザインも手がけた。
1998年7月18日、『27時間夢列島 生LOVE LOVE あいしてるスペシャル』内でオリジナル曲「The Night before your Birthday」（プロデュース：松任谷正隆）を披露して解散。その後、2001年3月31日、『LOVE LOVE あいしてる』の最終回「LOVE LOVE ALL STARSさよならコンサート」の際に再結成。堂本剛 （ギター）、篠原ともえ （ベース）、堂本光一・吉田拓郎 （ドラム）で同曲を披露し、その際に製作時の裏話なども明かされた。2005年12月、篠原が『新堂本兄弟』にゲスト出演した際にも同曲は披露されたが再結成という形は取っていない。
- The Night before your Birthday （1998年）

番組内では「作詞・作曲：ビートルーズ」とクレジットされていたが、実際は「作詞：堂本剛 / 作曲：堂本光一」 ※未CD化

#### ねずみがえし （1999年-2001年）
フジテレビ系 『LOVE LOVE あいしてる』内で生まれたガールポップユニット。堂本光一による命名。メンバーは篠原ともえ、下川みくに （LOVE LOVE ALL STARS）、藤田陽子 （LOVE LOVE ALL STARS）。全員ボーカルのため、伴奏はLOVE LOVE ALL STARSに頼っている。
1999年秋に結成し、主に番組内の音楽コーナーの際に活動していたが、2000年7月31日、chee'sのライブにゲスト参加。翌8月1日にLOVE LOVE ALL STARSを従えて、ライブ『ねずみがえしとLOVE LOVE ALL STARS Live 2000 「LOVE LOVE GIRL POP」』を行い、この際にオリジナル曲「LOVE LOVE GIRL POP」を披露している。同曲は同月8日のともえちゃんまつりにおいて、「篠原ともえ+下川みくに+chee's」の構成でも披露された。その後、当の『LOVE LOVE あいしてる』内で披露するタイミングを逃し活動休止状態になるが、2001年3月31日、『LOVE LOVE あいしてる』の最終回「LOVE LOVE ALL STARSさよならコンサート」の際に再び集結し、同曲を披露している。
- LOVE LOVE GIRL POP （2000年）

作詞・作曲：篠原ともえ ※未CD化

#### 篠龍（2001年）
アニマックス『ドッとKONIちゃん』のテーマソングの作曲の依頼を受けた宇崎竜童が、美空ひばりのトリビュート盤で共演した篠原にオファーを出したのがきっかけになって結成したユニット。同アニメのテーマソング「キャラだもん」をリリースし、音楽番組にも多数出演。
このユニットがきっかけで、篠原は宇崎が出演する『ゴジラ・モスラ・キングギドラ 大怪獣総攻撃』（2001年）にも出演した。

#### ZuTTO （2003年 - ）
ともえちゃんまつりで共演して以降親友になった松本英子とのポップユニット。2004年1月28日にドリームミュージック内「ZuTTOレーベル」からシングル「明日に続く空」でデビュー。制作費を抑えて製作、300円というメジャー会社としては最小価格での販売や、卒業シーズンに合わせて小学生がクラス単位で購入する現象が起こるなどして話題になった。2006年にはシングル「恋につづく街」をライブ会場で限定販売、のちにダウンロード販売している。2007年には「フワフワの空」が映画『コーラスたい♪』の主題歌として起用され、ZuTTOの2人も特別出演した。

#### MOLMOTT+S （2004年）
MOLMOTTとのユニット（ゲスト・ヴォーカル）。MOLMOTTのインディーズ時代の曲のカバー「月灯り」をリリース。なお、MOLMOTTは2005年10月29日に活動停止を発表している。

#### PANIKARAQS （2005年）
篠原の発案で「音楽とダンスの融合」を目指して結成されたアート・ユニット。ユニット名はウルドゥー語で「水のバレエ」の意味。メンバーは篠原ともえ （ボーカル）、一時帰国中の本田ゆか （音楽監督）、スティーヴ・エトウ （パーカッション）、chikage （ダンス）。活動停止後まもなく、篠原ともえ （ボーカル、サンプラー）、スティーヴ・エトウ （パーカッション）、KenKen （ベース）という面子でセッションバンドを結成している。

#### Tokyo Flash!!! （2007年）
電気グルーヴのレコーディングで一緒になったり、シングル「★遊FEVER★」の編曲を手掛けてもらったりと交流のあったDJ KAGAMIとのエレクトロポップユニット。

#### シノバニ（2016年）
テレビ朝日の配信動画番組『シノ×バニ』で共演しているバニラビーンズと結成したユニット。2016年9月28日にシングル「おんなのこ☆おとこのこ」を発売。

### 楽曲提供・プロデュース
- NHK 『週刊こどもニュース』 オープニングテーマ（1996年） - 作詞
- ともえちゃんまつりテーマソング 「ともえちゃん音頭」（1999年） - 作詞・作曲
- 広末涼子 「大人にならないように」（1999年） - 作曲
- 高木ブー 「僕の大好きな場所」（1999年） - 作詞
- 大森玲子 「いつかどこかで」（『桃太郎電鉄 〜SOKOZIKARA〜』に収録）（1999年） - 作詞
- WAKAME YOSHINO シングル『2000★』（2000年） - プロデュース

「2000★」 作曲、「TIP TOP PAL」「P.M DIARY」 - 作詞（WAKAMEとの共作）・作曲
- 野宮真貴 「スター・ストラック」（2000年） - 作詞 （ショーン・レノン、チボ・マットの本田ゆかと共作）
- 芳野わかめ シングル『ハムスター倶楽部』（2000年） - アーティスト・プロデュース

「☆LUCKY STAR☆」 「DREAM SKY」 - 作詞（芳野との共作）・作曲
- ミュージカル「天使からの招待状」劇中音楽（2000年） - 作詞・作曲
- キッズステーション 『モンすたージオ』 番組内楽曲「ありえなぁ〜い?!」「キッス☆キッス☆キッス（大好きKISS）」（2004年） - 作詞・作曲
- 鈴木亜美「Stereo Love」（2008年） - 作詞・作曲・編曲
- 上賀茂神社「AFUHI PROJECT(葵プロジェクト)」 テーマ曲（2008年） - 作詞・作曲・編曲

### コラボレーション
- オムニバスアルバム『ポイズンジャンキー』（1997年3月31日）

アリラン明電 with T 「現代音楽（明和電機メドレー）」
- 所ジョージ『トンカチ』（1998年9月16日）

「DEEPER UNDER VTR」「たなボタ様」「坂崎くんは44歳」「京大卒の夢は何処へ」「めざせタイヤキIII」「篠原くんは変な化粧」「めざせタイヤキIV」
- 松たか子 『アイノトビラ』（1998年9月23日）

「on the way home」「恋するギョーザ」
- フリオ・イグレシアス 『マイ・ライフ』（1999年6月2日）

「ジェガステ・ア・ミ・ヴィダ 〜晴れた空そんな日に」
- 所ジョージ『洗濯脱水』（1999年8月21日）

「駅前のワシントン条約」「恋の唄」
- トリビュートアルバム 『tribute to REBECCA DREAM DISCOVERY』 （1999年11月10日）

「76th STAR」 - SHINO-娘
- 電気グルーヴ『VOXXX』（2000年2月2日）

「愛のクライネメロディー」
- 所ジョージ『LIVE 絶滅の危機』（2000年3月17日）

「恋の唄」「農家の唄」
- トリビュートアルバム 『美空ひばりトリビュート』（2000年7月20日）

「お祭りマンボ」
- 千秋 『青い童話』（2001年11月7日）

「青い童話」 - Miss ミラクル"T"
- トリビュートアルバム『トリビュート トゥ シェリルクロウ』（2006年12月20日）

「SOAK UP THE SUN」
- 電気グルーヴ『J-POP』（2008年4月2日）

「少年ヤング（Album Mix）」
- アニメ主題歌コンピレーションアルバム『キラキラ♡魔女っ娘♡cluv』（2010年2月10日）初回特典は、本人のコメント入りCD。

『魔法の天使クリィミーマミ』の熱烈なファンとして自ら楽曲のリミックスを行ない、ロフトプラスワンで行われた発売プレイベントにも参加、タワーレコード渋谷店では発売記念の一日店長にもなった。
また、2010年3月14日にSHIBUYA-AXで行なわれた発売記念ライブでこれらの曲を歌ったほか、太田貴子とデュエットした。
なお2010年3月27日には、東京国際アニメフェアぴえろブースでも同じく「MA・WA・RE・MI・GI」をデュエットしている。
DISC1：「Loveさりげなく」（篠原ともえ×CHRISTOPHER JUST）
DISC2：「デリケートに好きして」（篠原ともえ×CHRISTOPHER JUST、篠原ともえ×篠原ともえ）
- 魔法の天使クリィミーマミ〜公式トリビュートアルバム〜（2011年2月9日）

2011年4月9日にSHIBUYA-AXで行われた発売記念ライブにも参加。
「MA・WA・RE・MI・GI」（太田貴子とのデュエット）
「渚のメモリー」

### タイアップ・CM使用楽曲
- チャイム - ソニー Dr.CHANGER ZSX-7000 イメージソング （1995年）
- やる気センセーション - ベネッセコーポレーション 進研ゼミ小学講座 （1996年）
- 忘れちゃうモン - テレビ朝日系 『炎のチャレンジャー』 テーマソング （1996年）
- クルクル ミラクル - テレビ東京系 『ようこそ!ペットの国』 エンディングテーマ、多摩テック（1996年）
- レインボー・ララ・ルー - 学習研究社 『TV LIFE』（1996年）、フジテレビ系『中山秀征の写せっ!』 エンディングテーマ（1996年 - 1997年）
- ウルトラリラックス - フジテレビ「春はおもしろフジテレビ」（1997年）、テレビ東京系アニメ 『こどものおもちゃ』 オープニングテーマ（1997年-1998年）
- まるもうけ - 学生援護会『an』（1997年）
- ココロノウサギ - 不二ビューティ たかの友梨ビューティクリニック（1997年）
- カロゴンズのテーマ - トヨタ自動車「カローラツーリングワゴン」（1997年-1998年）
- カロゴンズのラヴソング - トヨタ自動車「カローラツーリングワゴン」（1998年）
- 会いにいくの。 - NHK 『みんなのうた』（1998年8月-9月）
- anything - 学生援護会『an』（1998年）
- メトロの娘 - NTTドコモ東海 得トークセット（1998年）
- ハロー・スティーヴン - 公共広告機構（現ACジャパン） いじめバイバイ（1998年）
- HAPPY POINT - フジテレビ系 『LOVE LOVE あいしてる』「篠原ともえのプリプリプリティ!」テーマソング（1999年 - 2001年）
- 君んち。 - ロッテ スムージー、日本テレビ系『TVおじゃマンボウ』エンディング・テーマ （1999年）
- すてきな日曜日 - NTTドコモ東海 得トークセット （1999年）
- THE BEST OF MINE - TBS系『はなまるマーケット』 エンディング・テーマ（1999年）
- Story Book - フジテレビ系 『ウチくる!?』エンディングテーマ、学生援護会『an』（1999年）
- 恋のダイヤル6700 - KONAMI CS版『GUITARFREAKS 2ndMIX』提供曲（2000年）
- Women in Life - サッポロビール「ミネア」（2000年）
- an Audio - TBS系 『ワンダフル』エンディングテーマ（2000年）
- LOOP PEOPLE - サークルK（2000年）
- I Wanna Say to... - フジテレビ系 『花村大介』挿入歌 （2000年）
- Sailing Dream - フジテレビ系 『花村大介 SPドラマ ナースを救え!!』 挿入歌（2001年）
- キャラだもん - アニマックス『ドッとKONIちゃん』テーマソング（2001年）
- 月灯り - 日本テレビ系  『サルヂエ』『少年チャンプル』（2004年）
- ★遊FEVER★ - フジテレビ系 『金色のガッシュベル!!』エンディングテーマ（2005年-2006年）
- *Better* - 『猫と電車』〜ことでん路線開通100周年記念映画〜 オープニングテーマ（2013年5月上映）※香川のみ2012年8月に先行上映
- .Point.  - 『猫と電車』〜ことでん路線開通100周年記念映画〜 エンディングテーマ
- ぐるぐるまるっと - NHK Eテレ『みいつけた!』エンディングテーマ（15周年記念曲）

### ライブ

#### 主要ライブ
- WILD SUMMER LIFE '96 （1996年9月1日） - 渋谷CLUB QUATTROで行なわれたビンゴボンゴのライブにゲスト出演、初ステージ。
- ULTRA RELAX DAY（1997年3月30日） - バックバンド：シノラーオールスターズ（LOVE LOVE ALL STARS） - ファーストライブ
- しのランドPUNK 学園祭ツアー（1997年10月-11月） - バンド：しのランドPUNK（篠原ともえ+NOISE FACTORY）
- ライブハウスツアー しのコーン （1997年12月-1998年2月） - バンド：しのコーン（篠原ともえ+手島いさむ+EBI）
- 学園祭ツアー'98 メガフォン・スピークス（1998年10月 - 11月）
- 篠原ともえお誕生日会 IN しのドーム（1999年3月28日） - バックバンド：TEAM DREAM&MACHINE、LOVE LOVE ALL STARS

日本武道館で行なわれた「0円」ライブ。シングル「君んち。」に同封された入場応募券の指示（篠原への誕生日プレゼント持参）に従えば入場出来るというもの。
- DREAM&MACHINE TOUR '99（1999年5月-6月） - バックバンド：TEAM DREAM&MACHINE
- 篠原ともえ15周年ライブ ULTRA RELAX DAY 2010（2010年7月14日） - LIQUIDROOMにて。浅倉大介/石野卓球/イッセー尾形/コンドルズ/スティーヴ エトウ/清水ひろたか/あらきゆうこ（mi-gu)/mito（クラムボン）/細海魚/中重雄 (The Surf Coasters)/森若香織/agraph/U-zhaan/DEVICEGIRLS/ピエール瀧
- 青ヶ島ライブ（2010年12月5日）
- Tomoe Shinohara presents Sound Layer Vol.1（2011年3月3日） - 六本木SUPER DELUXEにて。本人作詞作曲アレンジによる楽曲のライブ。
- 篠原ともえ ふるさと凱旋ライブ（2011年8月14日） - 青梅市民会館

#### ともえちゃんまつり
きくち組（2004年に「音組」に改称）の全面プロデュースで、1996年から毎年8月8日の「フジテレビの日」に、「お台場どっと混む!」や「お台場冒険王」に代表されるフジテレビの夏の総合イベントの一環として行なわれたジョイント・コンサートの通称。1996年のフジテレビまつり以降、「篠原ともえとおともだち」→「ともえちゃんと夏休み」→「ともえちゃんまつり」→「ともえちゃんフォークジャンボリー」と名称を変遷してきた。篠原は初回から出演し、1996年は米米CLUBの石井竜也とともに司会を務め、1997年・1999年はメインアクター、2000年から2008年、2013年はアシスタントを務めた。また、1999年から、篠原作詞・作曲の「ともえちゃん音頭」がテーマソングとして使われている。
- 1996年 888スペシャル フジテレビまつり! お台場 LIVE CLAMPs
- 1997年 お台場 Do Don'Pa! 篠原ともえとおともだち
- 1999年 篠原ともえと夏休み 1999 ともえちゃんまつり
- 2000年 篠原ともえ.com 20世紀最後のともえちゃんまつり
- 2001年 篠原ともえ.com 21世紀最初のともえちゃんまつり
- 2002年 フォークデイズ夏まつり 第1回ともえちゃんフォークジャンボリー
- 2003年 フォークデイズ夏まつり 第2回ともえちゃんフォークジャンボリー
- 2004年 フォークデイズ夏まつり 第3回ともえちゃんフォークジャンボリー
- 2005年 フォークデイズ夏まつり 第4回台場北口 ともえちゃんフォークゲリラ 坂崎幸之助商店
- 2006年 フォークデイズ夏まつり 第5回ともえちゃんフォークジャンボリー 坂崎幸之助商店
- 2007年 フォークデイズ夏まつり 第6回千秋ちゃん×ともえちゃんフォークジャンボリー 坂崎幸之助商店
- 2008年 フォークデイズ夏まつり 第7回ともえちゃんフォークジャンボリー 坂崎幸之助商店（ともえちゃんまつりファイナル）[36]
- 2013年 坂崎幸之助のお台場フォーク村 10周年!! 第36夜 帰ってきた ともえちゃんフォークジャンボリー

## デザイナー
2013年に松任谷由実のステージ衣装を手がけたのをきっかけに衣装デザイナーとしても認められるようになった。

### 1997年 - 2000年
- "吉田拓郎とLOVE2 ALL STARS"のアルバム『みんな大好き』のレーベルデザイン（1997年）
- 吉田拓郎のアルバム『Hawaiian Rhapsody』のジャケットデザイン (1998年)
- ファッションショー「しのコレ開催」（2000年） - 同時期に雑誌「装苑」に連載
- ミュージカル「天使からの招待状」衣装担当（2000年）
- 舞台「ありがとうサボテン先生」コーディネート、コスチュームデザイン（2002年）
- 「リトルジェニー人形」の服3着デザイン（2002年）
- 「和のキルト展」着物ドレス、キルト作品展示（2003年）
- 「リカちゃん人形」の服デザイン（2003年）
- キッズステーション「モンすたージオ」衣装製作・スタイリング（2004 - 2008年）
- パニカラックスT シャツデザイン（2005年） - えんびTシャツ考案
- 六本木「ピナサーカス」でデザインした服販売（2005年）
- エコTシャツデザイン「しの個10」開催（2005年）
- NHK-BS hi（2005年） - 「熱中時間」友禅ドレスデザイン
- ピッピTシャツデザイン（2006年）
- ホワイトトラッシュチャームズ アクセサリーデザイン（2009年）
- ルートート x 「戦場でワルツを」 チャリティトートバッグデザイン（2009年）

### 2011年 - 2015年
- 東京国際キルトフェスティバルにてトークショー（2011年）
- NHK「高校講座〜ベーシック英語」衣裳製作・スタイリング（2012年）
- CX・WEBコンテンツ「ちびっこドーガ」衣装デザイン・製作（2013年）
- 松任谷由実2013〜2014コンサートツアー『POP CLASSICO』衣裳デザイン（2013年）
- 『ARASHI BLAST in Miyagi』衣装デザイン（2015年）
- ARASHI LIVE TOUR 2015『Japonism』衣装デザイン（2015年）
- 『コットンUSAアワード』総合プロデューサー・衣装デザイン（2015年）
- ダンス公演『近藤良平のモダンタイムズ』衣装デザイン（2015年）
- こんどうようぢシングル『ぐるぐるんセカイ』衣装デザイン（2015年）
- Cupitronシングル『バッテリー』衣装デザイン（2015年）
- 個展「篠原ともえ＆シノラー展」（東京・THE ROOM DAIKANYAMA、2015年7月19日 - 20日）[37]

### 2016年 -
- NHK「歴史秘話ヒストリア」 案内役井上あさひの衣装デザイン（2016年 -）[38]
- ARASHI LIVE TOUR 2016-2017『Are You Happy?』衣装デザイン（2016年）
- 『ARASHI“Japonism Show”in ARENA』衣装デザイン（2016年）
- 松任谷由実2016〜2017コンサートツアー『宇宙図書館』衣装デザイン（2016年）
- 青梅市公式マスコット『ゆめうめちゃん』キャラクターデザイン（2016年）
- 志摩スペイン村アトラクション『バイル・デル・カピタン』衣装デザイン（2016年）
- 第20回『全国着物デザインコンクール』京都府知事賞受賞（2016年）
- ARASHI LIVE TOUR 2017-2018『untitled』衣装デザイン（2017）
- 藤あや子30周年記念シングル『たそがれ綺麗』衣装デザイン（2017）
- 奈良県『大本山東大寺』御朱印帳デザイン（2017年）
- 栃木県『日光山輪王寺』御朱印帳デザイン（2017年）
- 鳥取県『星取県』公式ロゴデザイン（2017年）
- 東京都水道局ペットボトル『東京水』新デザイン・アドバイザー（2017年）
- rooms EXPERIENCE「emotion in motion 篠原ともえ150の原画展」（2018年）
- 第71回NHK紅白歌合戦 水森かおり「瀬戸内 小豆島 〜2020映えSP〜」衣装デザイン（2020年）
- OMO7大阪 by 星野リゾート ユニフォームデザイン（2022年）
- タカラスタンダード ユニフォームデザイン（2022年）

## 出演
※単発ゲスト出演を除く出演番組を列挙する。詳細な出演リストは公式サイトを参照。

### テレビ番組

#### バラエティ番組
- LOVE LOVE あいしてる（1996年 - 2001年・2006年9月29日・2017年7月21日・2022年7月21日、フジテレビ） - コーナー担当&提供クレジット読み（週代わり）
- VIDEO JAM（1996年、テレビ朝日） ‐ 司会
- 新春かくし芸大会 （1997年 - 1999年、フジテレビ）
- POWDER（1997年、スペースシャワーTV）
- パパイヤアルマジロ（1997年、スペースシャワーTV）
- MUSIC HAMMER（1998年 - 2000年、フジテレビ） ‐ 進行
  - Music Museum（2000年 - 2001年、フジテレビ） ‐ 司会
- 森田一義アワー 笑っていいとも!（2000年4月 - 2001年9月、フジテレビ） - 隔週レギュラー
- ものまね王座決定戦（2000年、フジテレビ） - 司会
- ピンパパ（2001年、日本テレビ）
- ニューズメーカー（2003年、BS朝日）
- デジタル・スタジアム（2005年 - 2006年、NHK-BS2）
- 平成教育予備校（2005年 - 2006年、フジテレビ）
- 虎の門（2006年、テレビ朝日） - 125代ゲストMC
- ASAHI SUPER DRY The LIVE NAVI（2008年 - 2009年、MUSIC ON! TV） - ナビゲーター
- PON!（2013年4月5日 - 2016年9月、日本テレビ） - 金曜日（13年10月まで）、木曜日コメンテーター
- Find the WASABI! (2014年1-3月、TBSテレビ） - MC（WASABI HOUSEオーナー）
- TOKYOディープ!（2015年 - 2018年、NHK BSプレミアム） - 不定期出演
- ぷらちなライフ 〜人生楽笑〜（2015年 - 2016年、東京MXテレビ） - レギュラー[40]
- 楽しさいっぱい写真旅（2016年10月 - 12月・2017年5月12日・2018年5月27日・2018年8月19日・2018年8月26日、BS11）[41]。

#### 児童向け番組・教育番組
現在の出演番組
- みいつけた!「いすのまちのコッシー」（2009年 - 、NHK Eテレ） ‐ レグ、さぼはらさぼえちゃん 役（ナレーションも兼務）

過去の出演番組
- おとこのこおんなのこ（1998年、フジテレビ） ‐ 司会
- 趣味悠々「篠原ともえの「ウキウキ百人一首」」（2002年、NHK教育） - 生徒
- WHY WHY KIDS♪モンすたージオ（2004年 - 2008年、キッズステーション） - ともえ 役（MC）
- 直伝 和の極意「彫刻家・籔内佐斗司流 仏像拝観手引」（2011年11月1日 - 12月27日、NHK Eテレ） ※2012年「趣味Do楽」枠で再放送
  - 趣味Do楽（NHK Eテレ）
    - 籔内佐斗司流 仏像拝観手引 日本列島巡礼編（2013年4月 - 5月）- 生徒
    - 籔内佐斗司流 ほとけの履歴書〜仏像のなぞを解きほぐす〜（2014年3月 - 5月） - 生徒
- 高校講座 チョー基礎から始めよう!ベーシック英語（2012年4月16日 - 2013年3月（以下2015年度(2016年3月)までリピート放送）、NHK Eテレ）
- 自然科学 はじめの一歩（'15）（2015年4月 - 2016年3月（以下2021年度(2022年3月)までリピート放送）、放送大学BSキャンパスon(232ch)） - 聞き手

#### ナレーション
現在の出演番組
- 世界ふれあい街歩き（2013年 - 、NHK総合） ‐ 不定期出演

過去の出演番組
- HEY!HEY!HEY! MUSIC CHAMP（1999年、フジテレビ） - オープニング口上
- 課外授業ようこそ先輩（2003年 - 2016年、NHK総合） - 不定期出演
- 熱中時間 忙中"趣味"あり（2004年 - 2009年、NHK-BS2）
- 騎馬 劇団 ジンガロの魔法（2005年、NHK総合）
- 元気が出るごちそうバラエティー たべごろマンマ! （2005年 - 2007年、日本テレビ）
- 夢のちから（2006年 - 2007年、東海テレビ）
- アジアンスマイル（2009年、NHK BS1・NHK総合）
- 全身音楽体験〜大野和士と子どもたち〜（2009年、NHK教育）
- 印象派スペシャル（2010年、NHK-BS hi）
- 伝統芸能の若き獅子たち（2010年、NHK-BS hi）
- 直伝 和の極意「彩りの和菓子・春紀行」（2011年3月29日 - 5月31日、NHK教育）
- ミ・ラ・イ〜小さな希望たちの讃歌〜（2011年、BSフジ）
  - ミ・ラ・イII〜小さな希望たちの讃歌〜（2012年、BSフジ）
  - ミ・ラ・イIII〜小さな希望たちの讃歌〜（2012年、BSフジ）
  - ミ・ラ・イIV〜小さな希望たちの讃歌〜（2013年、BSフジ）
- 坂本九 生誕70年特別番組 （2011年、TVK）
- 旅のチカラ（2012年、NHK BSプレミアム）
- テレメンタリー2012「赤ちゃん おうちに帰ろう」（2012年、テレビ朝日）
- 全力応援 NHK杯フィギュア2012〜銀盤のアスリートたち〜（2012年11月23日、NHK総合）
- 地球大紀行スペシャル「堤真一 ヒマラヤ巡礼」（2013年、TBS）
- NNNドキュメント（日本テレビ）
  - NNNドキュメント'13 おもうわよう 東京の孤島に魂が帰る （2013年5月20日（19日深夜））
  - NNNドキュメント'14 妖精の棲む森 （2014年6月15日（14日深夜）、日本海テレビ制作）
  - NNNドキュメント'17 空飛ぶ車いす見たことありますか （2017年1月9日（8日深夜）、山形放送制作）[42]
- テレビ未来遺産「“いのちの輝きSP”出産&がん医療最前線 家族の決断…それでもあなたと生きたいから」（2014年6月25日、TBS）
- 全天周プラネタリウム番組「オーロラの調べ -神秘の光を探る-」（2015年、KAGAYA Studio）[43]
- BS1スペシャル（NHK BS1）
  - ウナギ 未来への旅（2015年7月18日） ※2015年8月12日NHK総合で再放送
  - 深海魚マーケットを開拓せよ 未知の生物に熱視線（2017年3月3日）[44]
- 海上保安庁 エリート幹部への道 〜世界一周訓練・航海99日間〜（2016年11月17日、BS日テレ）
- ザ・ドキュメント「ともぐらし 〜風薫るホームホスピスなごみの家〜」（2019年9月26日、関西テレビ）
- 究極ガイドTV 2時間でまわる高野山（2021年1月1日、NHK-BS hi）

### 配信番組
- 篠原ともえの「HappyStore」（2002年4月 - 2003年、So-net Broadband Mega-Channel）
- おやこでみようちびっこドーガ（2013年4月10日 - 2014年3月25日、見参楽） - 司会
- シノxバニ → シノのス（2015年4月3日 - 2018年12月28日、Youtube・テレ朝動画） - MC [35]

### ラジオ
現在の出演番組
- 東京プラネタリー☆カフェ（2016年4月2日 ‐ 、TOKYO FM、毎週土曜日20:30 ‐ 20:55）

過去の出演番組
- スーパーフライデー オールジャパンベスト20（1996年 - 1997年、TOKYO FM）
- ゲルゲットショッキングセンター内「全国出店篠原ともえ寿司」（1997年 - 1999年、ニッポン放送）
- チャリティーミュージックソン（1998年、ニッポン放送）
- 篠原ともえのオールナイトニッポン（1999年、ニッポン放送）
- つながってモビマジック（2003年、FMヨコハマ）
- 青空気分で（2003年、広島FM） - ZuTTOとして出演
- ZuTTOおしゃべり（2004年2月、JFN） - ZuTTOとして出演
- シノハラ・フードコート（2003年 - 2006年、NACK5・FMヨコハマ）
- ホリデースペシャル星に願いを〜Hope From Outer Space〜 （2011年9月19日、TOKYO FM）
- エレクトロニカの世界2012 〜渋谷慶一郎の電子音楽マトリックス〜」（2011年、NHK-FM）
- とことん星空ソングス（2012年10月30日（29日深夜） - 11月24日（23日深夜）（2012年、NHK-FM）
- Vixen presents 東京まちかど☆天文台（2012年9月17日・2012年10月5日 - 2016年3月25日、TOKYO FM、毎週金曜日17:30 ‐ 17:55→毎週土曜日20:30 ‐ 20:55）
- よ・み・き・か・せ（2013年5月16日、TOKYO FM）
- TOKYO JUKEBOX （2016年9月 - 2017年3月、TBSラジオ） - 水曜日担当
- 夜のプレイリスト（2017年6月20日 - 24日、NHK-FM）
- ワイドFM開局記念 夢宙ステーション ほしぞら会議（2018年3月21日、RSKラジオ）
- 日本カワイイ計画。withみんなの経済新聞（2015年10月 ‐ 2018年12月30日、JFN、毎週日曜日）
- ラジオ深夜便「私のアート交遊録」（2020年7月23日、NHKラジオ第1）
- 増田明美のキキスギ?「20年後の“シノラー”タレント 篠原ともえさん」（2020年10月16日、NHKラジオ第1）
- SUBARU Wonderful Journey 〜土曜日のエウレカ〜（2020年12月26日、TOKYO FM・JFN）
- 篠原ともえ「Making」（2021年10月 ‐ 2022年9月、JFN）

### 映画
- デボラがライバル （1997年） - 本間しずか 役
- 秘密 （1999年） - 木村邦子 役
- ゴジラシリーズ
  - ゴジラ・モスラ・キングギドラ 大怪獣総攻撃 （2001年） - 民宿の女 役[1]
  - ゴジラ FINAL WARS （2004年） - テレビ討論会パネラー 役[1]
- 恋に唄えば♪ （2002年）
- ギブリーズ episode2 （2002年） - 蛍ちゃん 役 ※声の出演
- いらっしゃいませ、患者さま。 （2005年） - 患者の一人、青木 役
- コーラスたい♪ 〜彼女たちのキセキ〜 （2007年） - 音楽教師 役（特別出演）
- 山形スクリーム （2009年）- チャッピー 役
- Exhalation（邦題「避けられる事」） - 短編映画、杉野希妃とw主演、第40回ロッテルダム国際映画祭正式出品作品（2011年1月26日 - 2月6日）
- 猫と電車〜ことでん路線開通100周年記念映画〜 （2013年5月、香川のみ2012年8月に先行上映） - 主演、綿谷雫 役  第二次米子映画事変招待作品、ゆうばりファンタスティック映画祭2013フォアキャスト部門上映作品
- 海月姫 （2014年12月27日） - ジジ 役
- 漫画誕生 （2019年11月30日公開） - 北沢いの 役

### テレビドラマ
- 踊る大捜査線 第6話・特別編 湾岸署事件ファイル（1997年、フジテレビ） - 本人（湾岸署1日署長） 役
- 川の見える病院から 幼い命を救いたい! 熱血先生とがんと闘う子どもたちの涙の記録（1997年、テレビ朝日） - 弘子 役
- FiVE（1997年、日本テレビ） - コスギカヨ 役
- 新宿暴走救急隊 第5話（日本テレビ） - ゲスト
- （秘）恋愛ドラマ Suite Rooms203号室「アレルギー」
- 先生知らないの?（1998年、TBS） - 金沢愛子 役
- 夜逃げ屋本舗（1999年、日本テレビ） - 深町小糸 役
- 今夜は営業中!（1999年、日本テレビ） - お掃除お姉さん 役
- バーチャルガール（2000年、日本テレビ） - 水野ハナ 役
- 恋する日曜日 第4・5話「もう一度夜を止めて」（2003年、BS-i） - 宇佐見琴子 役
  - 恋する日曜日（セカンドシーズン）第8話「僕の部屋から」（2005年、BS-i） - 白鳥清美 役
- 月曜ミステリー劇場「女タクシードライバーの事件日誌3」（2005年、TBS） - 邑上多恵 役
- スパイ道 #01「私が愛したスパイ」（2005年、BS-i） - 主演
- 佐藤四姉妹（2005年5月8日 - 29日、BS-i） - 佐藤ともえ 役[45][46]
- 風に舞い上がるビニールシート（2009年5月30日 - 7月4日、NHK総合）- 白石恵利子 役
- ファーストクラス（2014年、フジテレビ） - 新堂吹雪 役
- ウロボロス〜この愛こそ、正義。（2015年、TBS） - 基曜子 役
- 特集ドラマ「ジャングル・フィーバー」（2016年、NHK BSプレミアム）

### 吹き替え
- Major Crimes 〜重大犯罪課 第1シーズン第8話「曖昧な証言者」 - リディア 役

### テレビアニメ
- こどものおもちゃ 第52話「トイレで出会った大親友」（1997年、テレビ東京） - スペシャルゲスト
- onちゃん夢パワー大冒険!（2003年、北海道テレビ放送） - 主人公・onちゃん 役

### 舞台
- ミュージカル「天使からの招待状」 （2000年11月）
- ありがとうサボテン先生（2002年3月）
- 月光のつゝしみ（2002年12月） - 竹中直人の会 第9回公演
- ブラッド・ブラザーズ（2003年10月）
- 音楽劇「ファウスト」（2004年3月）
- ミュージカル「長靴下のピッピ」（2004年8月、再演：2006年7月 - 9月） - 主演:ピッピ 役
- Piper 第5回本公演「SPOOKY HOUSE」（2004年12月）
- パルコプロデュース「LOVE LETTERS」（2005年8月）
- 愛・地球博EXPOドーム公演 名鉄リーオ「ゆめのちから」（2005年8月）
- BIGGEST BIZ 〜ハドソン川を超えろ〜（2006年1月 - 2月）
- JAILBREAKERS 〜ジェイルブレイカーズ〜（2006年10月）
- 音楽劇「三文オペラ」（2007年10月 - 11月）
- 篠原ともえとイッセー尾形のびーめん生活（2008年8月）
- 音楽劇「表裏源内蛙合戦」（2008年11月 - 12月）
- 朗読会「ピーターと狼〜語りと木管五重奏〜」（2010年）
- びっくり箱（2010年8月 - 9月）
- 夜更かしの女たち（2014年1月）
- ボクの妻と結婚してください。（2014年2月 - 3月）
- 合唱・朗読劇「宙〜紡ぐ言の葉〜」（2018年）
- 朗読劇「シスター」（2018年）

### CM
- パナソニック「MX2」（1997年）
- 学生援護会「an」（1997年 - 1998年）
- トヨタ自動車「カローラツーリングワゴン」（1997年 - 1998年） - カロゴンズ
- 永谷園「トッピー」「おとなふりかけ」「さまさまふりかけ」「減塩みそ汁」（1997年 - 1999年） - トッピー初代イメージキャラクター
- 資生堂「リシェール キューティクルメイク」「フェルゼア」「キッチンきれい」（1997年 - 1999年）
- ローソン「ローソンに行かなくちゃ」編（1997年 - 1998年）
- 不二ビューティ たかの友梨ビューティクリニック「うさぎ編」（1997年）

雑誌『広告批評』の2001年6月7日号、創刊250号記念の企画「日本のコマーシャルBEST100」で90位にランクイン。
- ロッテ「怪盗フリージア」シリーズ「スムージー」「モナ王」（1998年-1999年）
- NTTドコモ東海（1998年 - 2000年）
- タムソフト「KNIGHT & BABY」（1998年）
- サッポロビール「ミネア」（1999年）
- Virgin DRINKS「ヴァージン・コーラ」（2000年） ※台湾での出演
- サークルK「篠原ともえプロデューススイーツ」（2000年）
- NASIC「学生情報センター」（2000年）
- NTT ダイナミックテレマ「プレゼントライン」（2001年）
- 旭化成 酎ハイ「WARU」（2001年）
- JR西日本「ユニバーサルスタジオジャパンへ」（2001年 - 2002年）
- 大正製薬「ヴイックス メディケイテッド ドロップ」（2003年）
- マルサン「ラブ・お味噌」篇、「ZuTTOの丘で」篇、「大豆畑」篇（2003年 - 2007年）
- 首都高速 ETCキャンペーン「カレージョのお出かけ」篇（2008年） - CMソング歌唱のみ
- しまむら「ファイバーヒート」（2010年） - ナレーション
- 小泉成器 Bijounaリセットブラシ「恋するシノハラ」篇 （2015年）
- HONDA WEB「エアウェイブ」
- ジョンソン・エンド・ジョンソン「ワンデー アキュビュー」
- フリル「クローゼットランウェイ」
- 明色化粧品 モイストラボBBクリーム（2021年）

## 書籍
- ウルトラリラックス （1997年、TOKYO FM出版） - フォトエッセイ
- 100%!!! SHINOHARA TOMOE （1999年、マガジンハウス） - フォトエッセイ
- 篠原ともえのハッピィトーク （2001年、シンコーミュージック） - B・PASSの連載をまとめたもの。
- おばあちゃんのおくりもの （2000年、小学館） - 絵本、翻訳
- 宙ガール☆篠原ともえの「星の教科書」 （2014年、講談社） - 星空観測入門書
- ザ・ワンピース 篠原ともえのソーイングBOOK  （2015年、文化出版局） -洋裁実用書